# Kivijärvi (sjö i Finland, Kajanaland, lat 64,72, long 30,05)
Kivijärvi är en sjö i Finland. Den ligger i kommunen Suomussalmi i landskapet Kajanaland, i den östra delen av landet, 600 km nordost om huvudstaden Helsingfors. Kivijärvi ligger 219,5 meter över havet. Den ligger vid sjön Pieni Murhijärvi. Den är 16 meter djup. Arean är 1,54 kvadratkilometer och strandlinjen är 14,17 kilometer lång. Sjön  ingår i Uleälvens huvudavrinningsområde. 